# Alnöbroen
Alnöbroen (sv. Alnöbron) går over Alnösundet, og forbinder Sundsvall og Alnön i landskapet Medelpad, Sverige. Den blev indviet i  1964,  og var med sine 1.042 meter Sveriges længste bro frem til 1972 da Ölandsbron blev  bygget.
Det tog en arbejdsstyrke på 40-55 mand 3,5 år at bygge den 9,4 meter brede betonbro, der  er ca. 42 meter høj og har ca. 40 meter fri gennemsejlingshøjde.